# سامانه فیزیکی-سایبری

## Cyber physical System
سیستم پردازش مرکزی
یک سازوکار کنترل یا نظارت توسط الگوریتم‌های مبتنی بر کامپیوتر است و به صورت محکمی با اینترنت و کاربران آن یکپارچه شده‌است. در سامانه‌های فیزیکی سایبری اجزای فیزیکی و نرم‌افزاری به شدت در هم تنیده شده‌اند و هر عملیاتی بر روی فضاهای مختلف و مقیاس‌های زمانی به روش‌های متعددی بیان می‌شوند و روش رفتاری متمایز با یکدیگر به وسیلهٔ هزاران روش که با تغییر متن انجام می‌شود، تعامل می‌کنند. نمونه‌هایی از CPS شامل شبکه هوشمند، سامانه‌های خودمختار خودرو، نظارت پزشکی، سامانه‌های کنترل فرایند، سامانه‌های رباتیک و خلبان خودکار است.
CPS شامل روش‌های transdisciplinary (فرارشته)، ادغام نظریه سایبرنتیک‌ها، مکاترونیک، طراحی و فرایند علم است. کنترل فرایند اغلب به سامانه‌های جاسازی شده اشاره می‌کند. در سامانه‌های جاسازی شده تأکید بیشتر بر اطلاعات و عناصر محاسباتی است و کمتر مشتاق برای ایجاد پیوند بین عناصر محاسباتی و فیزیکی است. CPS نیز شبیه به اینترنت اشیاء (IoT) است و از معماری پایه‌ای شبیه به آن استفاده می‌کند.CPS یک ترکیب و هماهنگی قوی‌تر میان عناصر فیزیکی و محاسباتی ایجاد می‌کند.
پیش سازهای سامانه‌های فیزیکی سایبری را می‌توان در مناطق مختلف به عنوان هوافضا، خودرو، فرایندهای شیمیایی، زیرساخت‌های عمرانی، انرژی، بهداشت و درمان، ساخت و سازهای تولیدی، ترابری، سرگرمی و لوازم مصرفی پیدا کرد.

## بررسی اجمالی
بر خلاف سامانه‌های جاسازی شده سنتی یک CPS کامل به‌طور معمول به عنوان یک شبکه تعامل عناصر با ورودی و خروجی فیزیکی به جای دستگاه‌های مستقل و تنها طراحی می‌شود. این مفهوم ارتباط تنگاتنگی با مفاهیم رباتیک و شبکه‌های حسگر با سازوکارهای هوشمند مناسب هوش محاسباتی پیشرو در این مسیر دارد. ادامه پیشرفت در علم و مهندسی باعث بهبود ارتباط بین عناصر محاسباتی و فیزیکی با استفاده از سازوکارهای هوشمند شده‌است و به‌طور چشمگیری سازگاری، کارایی، عملکرد، قابلیت اطمینان، ایمنی و قابلیت استفاده از سامانه‌های فیزیکی سایبری را افزایش داده‌است.
این امر پتانسیل سامانه‌های فیزیکی سایبری در ابعاد مختلف از جمله: مداخله (به عنوان مثال شنود); دقت (به عنوان مثال جراحی رباتیک و تولیدات سطح نانو); در عملیات‌های خطرناک یا محیط‌های غیرقابل دسترس (به عنوان مثال جستجو و نجات آتش‌نشانی و اکتشاف در اعماق دریا); هماهنگی (به عنوان مثال کنترل ترافیک هوایی، جنگ، مبارزه); بهره‌وری (مثلاً ساختمان‌های با هدررفت انرژی صفر); و تقویت قابلیت‌های انسان (به عنوان مثال بهداشت و درمان و نظارت و تحویل).

## سامانه‌های فیزیکی سایبری متحرک
سامانه‌های فیزیکی سایبری متحرک که در آن سامانه فیزیکی مورد مطالعه دارای تحرک ذاتی هستند یک زیرشاخه برجسته از سامانه‌های سایبری فیزیکی است. نمونه‌هایی از سامانه‌های فیزیکی متحرک عبارتند از: رباتیک و الکترونیک متحرک که توسط انسان‌ها یا حیوانات جابه‌جا می‌شوند. افزایش محبوبیت گوشی‌های هوشمند علاقه به سامانه‌های فیزیکی سایبری متحرک را افزایش داده‌است. در زمینه تلفن همراه cyber-physical systems. سامانه عامل گوشی‌های هوشمند سامانه‌های فیزیکی سایبری متحرک را بنا به دلایل زیر ایده‌آل ساخته‌است:
- منابع محاسباتی قابلل توجه مانند قابلیت پردازش و ذخیره‌سازی محلی
- دستگاه‌های چند حسی ورودی/خروجی مانند صفحه نمایش لمسی، دوربین‌ها، چیپ‌های GPS، بلندگو، میکروفون، سنسورهای نور، سنسورهای مجاورت
- سازوکارهای ارتباطی چندگانه مانند WiFi، 3G, EDGE، بلوتوث برای دستگاه‌های متصل یا اینترنت یا به دستگاه‌های دیگر
- در سطح بالا و زبان‌های برنامه‌نویسی سطح بالا که ما را قادر به توسعه سریع نرم‌افزارهای CPS موبایل مانند جاوا[۱۰] آبجکتیو C, جاوا اسکریپت، ECMAScript یا C# می‌سازد.
- سازوکارهای توزیع نرم‌افزارهایی که به آسانی قابل دسترس هستند مانند اندروید مارکت و اپل استور.
- تعمیر و نگهداری End-user از جمله شارژ مکرر دوباره باتری

برای کارهایی که نیازمند منابع بیشتری نسبت به منابع محلی در دسترس است، یک سازوکار متداول برای اجرای پیاده‌سازی سریع سامانه فیزیکی سایبری متحرک مبتنی بر گوشی‌های هوشمند این است که گره‌ها با بهره‌گیری از اتصال به شبکه سامانه‌های موبایل را به یک سرور یا یک محیط ابری پیوند می‌دهند و باعث پردازش کارهای پیچیده‌ای می‌شوند که درحالت استفاده از منابع محلی غیرممکن است. نمونه‌هایی از سامانه‌های فیزیکی سایبری متحرک شامل برنامه‌های کاربردی برای ردیابی و تجزیه و تحلیل انتشار CO۲، تشخیص تصادفات، بیمه تلماتیک و ارائه خدمات آگاهی موقعیتی به اولین پاسخ دهندگان اندازه‌گیری ترافیک و نظارت بر بیماران قلبی است.

## نمونه‌ها
برنامه‌های کاربردی متداول CPS به‌طور معمول زیرمجموعهٔ سامانه‌های مبتنی بر سنسور مبتنی بر ارتباطات فعال سامانه‌های مستقل است. برای مثال بسیاری از شبکه‌های حسگر بی‌سیم نظارت می‌کنند بر برخی از جنبه‌های محیط زیست و اطلاعات پردازش شده را به یک گره مرکزی رله می‌کنند. انواع دیگر CPS شامل شبکه هوشمند، سامانه‌های خودرو خودمختار، نظارت‌های پزشکی، سامانه‌های کنترل فرایند، رباتیک توزیع شده و خلبان اتوماتیک می‌شود.
یک مثال دنیای واقعی چنین سامانه‌ای ربات باغبان توزیع شده در MIT است که در آن یک تیم از روبات‌ها از یک باغ گیاهان گوجه فرنگی نگهداری می‌کنند. این سامانه ترکیبی از سنجش توزیع شده (هر گیاه مجهز به یک گرهٔ سنسور است که بر وضعیت آن نظارت می‌کند)، جهت‌یابی، دستکاری و شبکه‌های بی‌سیم است.
تمرکز بر جنبه‌های سامانه‌های کنترل CPS که نفوذ کردن زیرساخت‌های حیاتی آن را می‌توان در تلاش‌های آزمایشگاه ملی آیداهو و همکاران تحقیق سامانه‌های کنترل انعطاف‌پذیر دید. این تلاش باعث یک رویکرد جامع به طراحی نسل بعدی شد و جنبه‌های انعطاف‌پذیری که به خوبی اندازه‌گیری نشده‌اند را مورد توجه قرار داده‌است مانند امنیت سایبری، تعامل انسان و وابستگی پیچیده.
مثال دیگر این است که دانشگاه MIT در حال انجام پروژه کارتل است که در آن ناوگان تاکسی‌ها با جمع‌آوری اطلاعات بلادرنگ ترافیک در منطقه بوستون کار می‌کنند. همراه با داده‌های ذخیرهٔ شدهٔ گذشته، این اطلاعات سپس برای محاسبه سریع‌ترین مسیر برای یک زمان معین از روز مورد استفاده قرار می‌گیرد.
در حوزهٔ صنعت، سامانه‌های فیزیکی سایبری توسط فناوری ابرقدرت گرفته‌اند و به روش‌های جدیدی منجر شده‌اند که باعث هموار شدن مسیر برای رسیدن به Industry 4.0 به عنوان پروژهٔ کمیسیون اروپا IMC-AESOP با شراکت شرکت‌هایی مانند Schneider Electric, SAP, Honeywell, Microsoft و غیره نشان داده شده‌است.
مدل‌های فیزیکی سایبری برای آیندهٔ ساخت و تولید—با انگیزه یک سامانه فیزیکی سایبری، یک رویکرد «مدل جفت شده» توسعه داده شد. مدل جفت شده یک دوتایی دیجیتال از ماشین واقعی است که در پلت فرم ابر اجرامی شود و وضعیت سلامت را با یک دانش یکپارچه از هر دو الگوریتم تحلیلی داده محور به خوبی دانش فیزیکی در دسترس شبیه‌سازی می‌کند. مدل جفت شده اول یک تصویر دیجیتال از اوایل مرحله طراحی می‌سازد. اطلاعات سامانه و دانش فیزیکی در طول طراحی محصول ثبت می‌شوند و بر اساس یک مدل شبیه‌سازی به عنوان یک منبع برای تحلیل‌های بعدی ساخته شده‌است. پارامترهای اولیه ممکن است از نظر آماری تعمیم یابند و می‌توان آنها را با استفاده از داده‌ها از تست یا فرایند تولید با استفاده از پارامتر برآورد تنطیم کرد. مدل شبیه‌سازی را می‌توان به عنوان یک تصویر منعکس شده از ماشین واقعی در نظر گرفت که قادر به ثبت و پیگیری وضعیت ماشین در طول بهره‌برداری مرحله بعد است. در نهایت با اتصال فراگیر ارائه شده توسط فناوری محاسبات ابری، مدل جفت شده نیز دسترسی بهتر به وضعیت ماشین را برای مدیران کارخانه در مواردی که دسترسی فیزیکی به تجهیزات واقعی یا داده‌های ماشین محدود است، فراهم می‌کند. این ویژگی‌ها راه به سوی اجرای ساخت و تولد سایبری هموار کرد.

## طراحی

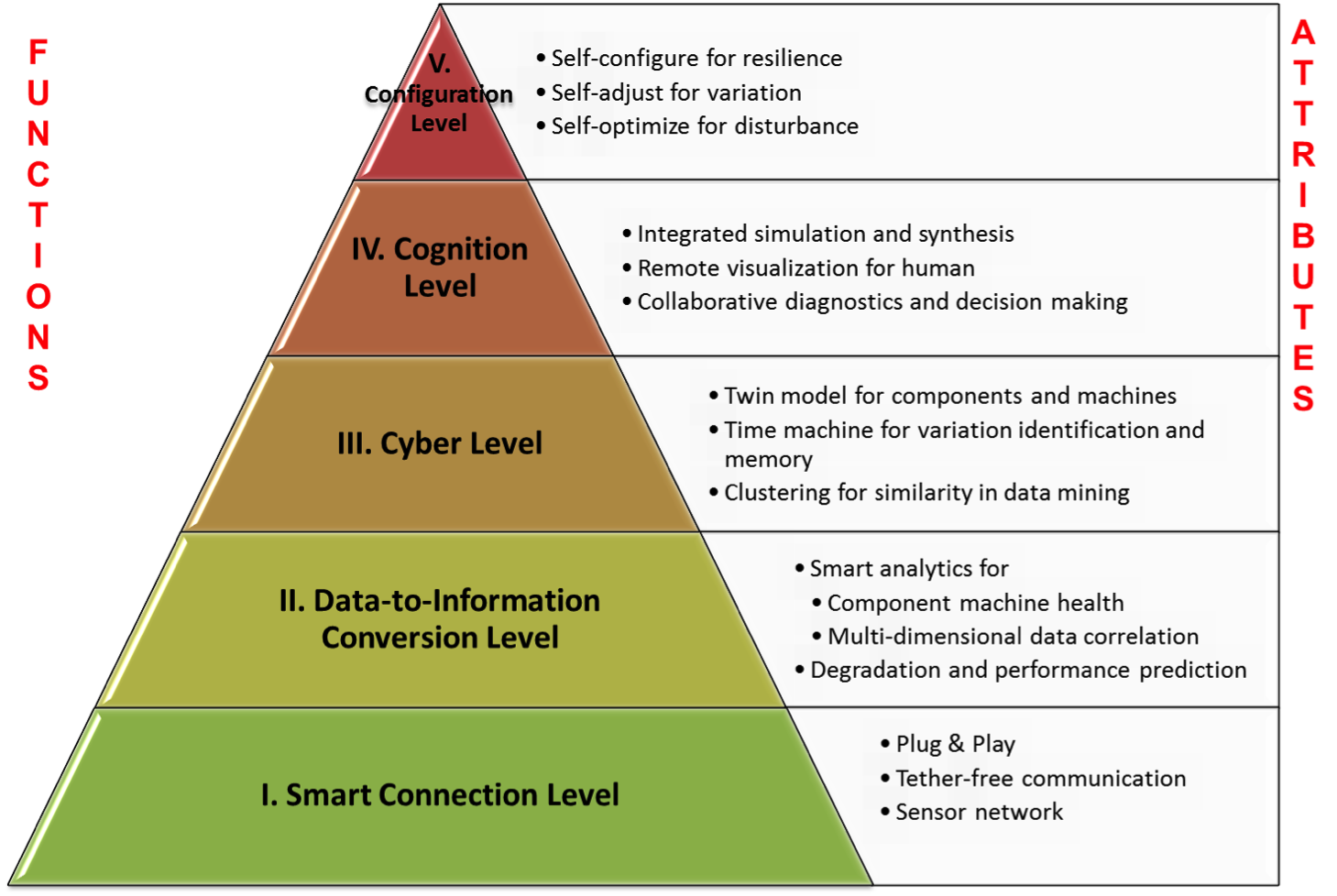
هرم طراحی

یک چالش در توسعه سامانه‌های جاسازی شده و سامانه‌های فیزیکی سایبری این است که تفاوت‌های زیادی در عمل طراحی بین رشته‌های مهندسی مختلف درگیر، مانند نرم‌افزار و مهندسی مکانیک وجود دارد. علاوه بر این تا به امروز هیچ زبانی به لحاظ عمل طراحی که بین تمام رشته‌های درگیر در CPS مشترک باشد، وجود ندارد. امروز در یک بازار که در آن نوآوری سریع ضروری است، مهندسین تمام رشته‌ها باید قادر به کشف سامانه طرح‌های همکاری، تخصیص مسئولیت‌ها به نرم‌افزار و عناصر فیزیکی، تجزیه و تحلیل و سبک‌سنگین کردن بین آنها باشد. پیشرفت‌های اخیر نشان می‌دهد که رشته‌های جفت با استفاده از co-simulation اجازه خواهد داد که رشته‌ها بدون اجرای ابزار جدید یا روش‌های طراحی همکاری کنند. پروژهٔ MODELISAR نشان می‌دهد که این رویکرد با پیشنهاد یک استاندارد جدید برای co-simulation در قالب رابط Mock-up کاربردی قابل دوام است.
طراحی و استقرار یک سامانه تولید فیزیکی سایبری می‌تواند بر اساس معماری 5C (اتصال، تبدیل، سایبر، شناخت و پیکربندی) انجام شود. در سطح «ارتباط»، دستگاه‌ها را می‌توان طوری طراحی کرد که برای رفتار با خودش خود متصل و خود سنجش باشد. در سطح «تبدیل»، داده‌ها از دستگاه‌های خود متصل شده و سنسورها برای اندازه‌گیری ویژگی‌های مسائل مهم با قابلیت خودآگاهی استفاده می‌شوند، دستگاه می‌تواند از اطلاعات خودآگاهی برای خود پیش‌بینی آن مسائل بالقوه استفاده کند. در سطح «سایبر» هر دستگاه در حال ایجاد «جفت» خودش با استفاده از این ویژگی‌های ابزارها و بیشتر الگوی سلامت ماشین مبتنی بر یک روش «ماشین زمان» را مشخص می‌کند. «جفت» ایجاد شده در فضای سایبر می‌تواند خودمقایسه را برای اجرای نظیر به نظیر برای بیشتر ترکیب‌ها اجرا کند. در سطح «شناخت» نتایج خود ارزیابی به کاربران بر اساس «اینوگرافیک» ارائه خواهد شد که به معنی نشان دادن محتوا و زمینه مسائل بالقوه است. در سطح «پیکربندی» دستگاه یا سامانه تولید می‌تواند پیکربندی مجدد را بر اساس اولویت و معیار خطر برای رسیدن به عملکرد انعطاف‌پذیر انجام دهد.

## اهمیت
بنیاد ملی علوم آمریکا (NSF) سامانه‌های فیزیکی سایبری را به عنوان یک حوزهٔ کلیدی تحقیق مشخص کرده‌است. شروع آن در اواخر سال ۲۰۰۶، NSF و دیگر نمایندگان فدرال ایالات متحده چندین کارگاه آموزشی در مورد سامانه‌های فیزیکی سایبری را حمایت کردند.